# سلیمان بن غالب
سلیمان بن غالب (عربی: سليمان بن غالب بن جبريل البجلي فرمانروای مصر در دوران خلافت عباسی بود.